# Terra Nova, Visby

Terra Nova är ett bostadsområde, tre kilometer sydöst om Visby centrum.
Det ursprungliga Terra Nova låg inom det som idag räknas till Gråbo.
1802 köptes ett område inom Södra jordarne inom Visby stads område av skeppsredaren och handelsmannen Lars Kinberg, som mellan 1804 och 1806 lät uppföra ett sommarnöje på platsen. Namnet Terra Nova, som betyder den nya jorden gavs troligen för att ge platsen ett elegant namn. Huset var ganska anspråkslöste men en elegant allé och planteringar anlades kring bebyggelsen. Efter Lars Kinbergs död 1833 övertogs gården av sonen Jacob Nicklas Kinberg. Då Jacob Nicklas 1892 avled såldes gården till vaktmästaren och senare charkuteristen Carl Hesselsten. Senare under 1900-talet ägdes gården av John Björkqvist som bedrev jordbruk på A7-fältet och använde Terra Nova som sommarbostad men även annex till sitt jordbruk. Då kvarteret Bogen 1 i Gråbo skulle uppföras i början av 1970-talet såldes fastigheten till staden. Huvudbyggnaden köptes dock tillbaka av ägaren och flyttades till Tofta. 
Inom Terra Novas ägor fanns även ytterligare en gård, belägen i närheten av Skolbetningen. Gården revs då Gråbo uppfördes men en ladugård stod kvar in på 1980-talet.
På platsen för det nuvarande bostadsområdet låg istället ett antal torp med namnet Slättflis, men fick namn efter det projekteringen inleddes på 1970-talet, och har sedan fortsatt i olika etapper, och består av såväl flerfamiljshus som villor.
Tisdagen den 26 oktober 2021 togs det första spadtaget på Terra Nova  där det nu byggts 102 lägenheter. Bostäderna stod klara i maj 2023. 
Visbytomterna ingår i ett paket med så kallad dubbel markanvisning, vilket innebär att entreprenören Johan Gate även köper två tomter i Hemse och Klintehamn.